# سي. وليامز
سي. وليامز (بالإنجليزية: C. J. Williams)‏ (و. 1859 – 1945 م) هو مخرج أفلام، وكاتب سيناريو، ومنتج أفلام أمريكي، ولد في نيويورك، توفي في نيويورك، عن عمر يناهز 86 عاماً.

## وصلات خارجية
- سي. وليامز على موقع IMDb (الإنجليزية)
- سي. وليامز على موقع قاعدة بيانات برودواي على الإنترنت (الإنجليزية)
- سي. وليامز على موقع قاعدة بيانات الفيلم (الإنجليزية)
- سي. وليامز على موقع كينوبويسك (الروسية)

- سي. وليامز في قاعدة بيانات الأفلام على الإنترنت